# Kain (Byron)
Kain: Mysterium (1821, Cain: A Mystery) je dramatická báseň o třech jednáních anglického romantického básníka lorda Georga Gordona Byrona výrazně transformující biblický mýtus prvotního hříchu. Báseň je považovaná za jedno z vrcholných Byronových děl. Jedná se o tzv. knižní drama (anglicky closet drama), tj. o divadelní hru, která není určena pro uvedení na jevišti a necílí tedy na diváky, ale na čtenáře. Dílo nese podtitul Mysterium, kterým se Byron odkazuje na žánr středověkého náboženského divadla zaměřeného na ztvárnění biblických příběhů.

## Vznik a charakteristika díla
Kain vznikl v období od 16. července do 9. září roku 1821 za Byronova pobytu v Ravenně a byl vydán v Londýně 19. prosince toho samého roku společně s tragédiemi Sardanapalus a Dva Foscariové.
Snad nejdůležitější literární vliv na vznik díla měla epická báseň Johna Miltona Ztracený ráj, která vypráví o stvoření člověka a jeho vyhnání z rajské zahrady. Pro Byrona a pro mnoho dalších romantických básníků je hrdinou Ztraceného ráje Satan se svou pýchou, intelektem, vzpourou, hledáním osobní svobody a pravdy ve světě a zpochybňováním dogmat. Kain má proto mnoho z jeho rysů.
Byron se snažil v předmluvě ke Kainovi Miltonův vliv zlehčit, ale způsob, jakým se zde ke Ztracenému ráji odkazuje, svědčí spíše o opaku: „Co mně bylo dvacet let, nečetl jsem Miltona víc; však čítal jsem jej dříve tak často, že to činí as malý rozdíl.“
V předmluvě je dále uvedeno, že Kainova vize historie Země v druhém jednání byla inspirována teorií katastrofismu především od francouzského přírodovědce Georga Cuviera. Byron přijal jeho domněnku, „že svět několikrát ztroskotán byl před stvořením člověka, která vznikla snahou vysvětlit velké mezery ve fosilních záznamech tím, že historie Země byla přerušována násilnými otřesy, které zničily její flóru a faunu. Dalšími inspiračními zdroji byly myšlenky filosofa Edmunda Burkeho a biskupa a teologa Williama Warburtona.
Byron Kaina pojal jako typického romantického hrdinu, který se bouří proti společenským konvencím a autoritám a odmítá se podřídit vyšší moci. Je člověkem, který se snaží uchránit si svou svobodu a odmítá se podvolit despotickým příkazům. I postavu Lucifera zobrazil Byron tak, že je přes všechnu fantastičnost v podstatě lidská. V díle jsou vyjádřeny i pochyby, zda je Bůh skutečně dobrý. 
Po svém vydání se báseň stala předmětem kritiky a negativních reakcí současníků, kteří ji považovali za rouhání. Jako jediná Byronova hra nebyla také uvedena na divadle, což samo o sobě svědčí o tom, jak nevítané téma obsahovala pro anglickou veřejnost.

## Obsah
Na počátku básně je jako epigraf uveden citát z biblické knihy Genesis (Gn 3,1) „Had pak byl nejchytřejší ze všech živočichův polních, kteréž byl učinil Hospodin Bůh.“

### Postavy
- Adam, první člověk
- Eva, jeho manželka,
- Kain, první syn Adama a Evy,
- Abel, druhý syn Adam a Evy,
- Ada, Kainova sestra a manželka,
- Zilla, Abelova sestra a manželka,
- Lucifer,
- Anděl Páně.

### První jednání
Hra začíná tím, že Adam, Eva, Kain, Abel, Ada a Zilla přinášejí za východu slunce poblíž Ráje oběť Bohu. Kain se ale odmítá připojit k děkovné modlitbě a říká svému otci, že nemá Bohu za co děkovat, protože je mu souzeno umřít. Svou smrtelnost považuje za nespravedlivý trest za čin Adama a Evy, kteří v Ráji porušili Boží příkaz a pojedli jablko ze stromu poznání. Dále Kain vyčítá rodičům, že nepojedli také ze stromu života, protože pak by byli nesmrtelní a rovní Bohu. Adamem je kárán, že se rouhá a mluví jako had, který v Ráji přesvědčil Evu, aby porušila Boží příkaz. Kain se ohrazuje:
Proč ne? Had mluvil pravdu: Byltě to strom vědění,
i byl strom života.
I vědění i život dobro jest,
a jak se může obé státi zlem?
Kain rovněž pochybuje o Boží dobrotě slovy:
Ku otázkám všem
jen jedinou vždy mají odpověď:
„Toť Jeho vůle, — a On dobrý jest.“
Jak vím to? Poněvadž je všemocný,
jde z toho, že je také všedobrý?
Když Kain osamí, objeví se před ním Lucifer, který ví o Kainově úzkosti ze smrti. Ta je umocněna tím, že Kain neví, co je smrt, protože od stvoření ještě nezemřel žádný člověk. Ve svém strachu a zmatku si Kain představuje smrt v lidské podobě a tráví bezesné noci ve strachu z jejího příchodu. Lucifer vede s Kainem dialog o smrti, vědění a myšlenkách, ve kterých je podle Lucifera obsažena nesmrtelnost a přesvědčuje jej, aby s ním šel do propasti prostoru, kde ho seznámí se smrtí. Ada Kaina prosí, aby zůstal s ní, ale ten s Luciferem odchází.

### Druhé jednání
Lucifer vezme Kaina nejprve do propasti vesmíru a pak do Hádu (podsvětí). Ukáže mu katastrofické vize historie Země a duchy vyhynulých forem života, které existovaly na Zemi před Adamem, a které zničil Bůh. Kain o nich říká:
Ni peruť serafa ni lidská líc
ni zvířat mohutných jim podoba
ni čehosi, co nyní živo jest;
přec mocné, krásné tak jak nejkrásnější
všech živých a tak nepodobné jim.
Kain se zamýšlí i nad zlem a dobrem a jejich vztahem:
Proč jsem na světě?
Proč bídnýs ty? A proč jsou všichni tak?
I On, jenž stvořil nás, tím musí být
co nešťastníkův tvůrce. Plodit zkázu,
toť nemůže být slastnou úlohou,
a přec můj otec dí: Onť všemocný.
Proč tedy zlo, když dobrý též? — Tak jsem
se tázal otce, a on děl, že ono
zlo bylo pouze dráhou k dobrému.
Toť prapodivné dobro, jemuž vznikat
jest z vlastní smrtné protivy.
S Luciferem Kain rovněž rozmlouvá o lásce a kráse a o její pomíjivosti.
Lucifer: Tě lituji, že miluješ, co hyne.
Kain: Já tebe zas, že nemiluješ nic.
Díky Luciferovi je Kain poučen o univerzálnosti smrti. Raději by proto v Hádu zůstal, protože se mu život na zemi příčí. Lucifer mu ale vysvětlí, že to není možné, protože by musel projít Branou smrti, a posílá jej zpět na zem.

### Třetí jednání
Třetí jednání se odehrává opět na zemi poblíž Ráje. Kain je po návratu z propasti prostoru sklíčen tím, co mu Lucifer ukázal. Dokonce uvažuje o tom, že by jeho malému synovi bylo lépe, kdyby byl mrtev. Ada mu ukazuje dva oltáře, které postavil jejich bratr Abel, aby na nich obětovali Bohu. Kain míní, že Abel provádí oběti „s tou tváří, jejíž nízká pokora víc bázně ukazuje nežli úcty.“
Abel Kaina přemluví, aby obětoval s ním. Protože je pastevcem, obětuje beránka, Kain jako zemědělec pokládá na oltář plody půdy, které získal svou tvrdou prací. Na Abelově oltáři se vznítí sloupec jasného ohně, což značí, že oběť je přijata, zatímco obětiny na Kainově oltáři jsou větrem rozmetány po zemi. Abel nabádá Kaina, aby Bohu, který se na něho zlobí, připravil novou oběť. Čím více jej přemlouvá, tím Kain pociťuje větší hněv a nakonec chce Abelův oltář zničit, protože je pro něho důkazem, že Bůh miluje krev. Když mu v tom Abel brání, udeří jej polenem do spánku. 
Než Abel zemře, prosí Boha, aby Kainovi odpustil. Kain je svým činem zděšen. Přichází Adam s Evou a Kaina jako bratrovraha zavrhují a vyhání z domova. Zjeví se Anděl, který Kaina proklíná a odsuzuje k doživotnímu vyhnanství. Na čelo mu dává znamení, které varuje ostatní, aby mu neubližovali. Kain prosí o smrt, ale je odmítnut. Ada Kaina miluje a chce s ním sdílet jeho osud. Kain společně s Adou a s dětmi odchází.

## Filmové adaptace
- Cain (2014, Kain), italský film založený na Byronových básních Kain a Manfréd, režie Marco Filiberti.[19]

## Česká vydání
- Kain. Praha: Eduard Grégr 1871, překlad Josef Durdík.
- Kain. Praha: František Bačkovský 1895, překlad Josef Durdík, druhé poopravené vydání.
- Kain, Praha: Městská knihovna v Praze 2017, překlad Josef Durdík, elektronická kniha.[20]